# 柏林 (電影)
是一部2013年上映的韓國諜報動作電影，由柳承完執導，並前往德國-柏林}-及拉脫維亞里加取景。2013年2月15日於北美地區21個城市上映。

## 劇情介紹
以無法活著回去的城市柏林為背景，講述一群特工們為了達成自己的目的而成為彼此的敵人互相追擊的生存故事。韓國特工鄭進秀（韓石圭飾）奉命前往柏林監察朝鲜的軍火買賣，卻遇上搜尋不到任何情報，如同幽靈般活著的男人表鐘成（河正宇飾），便悄悄地跟蹤他，試圖打探關於他的一切。朝鲜特工董明洙（柳承範飾）被派到柏林執行秘密任務，控制朝鲜駐德大使，他更是懷疑表鐘成的妻子連貞熙（全智賢飾）犯下不可饒恕的叛國罪，而後表鐘成也對妻子展開了監視。

## 演員陣容

### 主要人物
- 河正宇 飾演 表鐘成，朝鮮民主主義人民共和國間諜。（香港配音：高翰文）
- 韓石圭 飾演 鄭進秀，大韓民國國家情報院特工。（香港配音：關信培）
- 柳承範 飾演 董明洙，朝鮮民主主義人民共和國派遣秘密特工。（香港配音：黃文偉）
- 全智賢 飾演 連貞熙，朝鮮民主主義人民共和國駐德國大使館翻譯官，表鐘成的妻子。（香港配音：潘芳芳）
- 李璟榮 飾演 利學秀，朝鮮民主主義人民共和國駐德大使。（香港配音：周志輝）

### 其他人物
- 約翰・基奧治 飾演 瑪迪
- 努曼·阿卡爾 飾演 阿卜杜勒
- 崔茂聖 飾演 姜民浩
- 郭度沅 飾演 青瓦台調查官
- 金瑞亨 飾演 朝鮮民主主義人民共和國駐德大使館女秘書
- 托马斯·蒂梅（英语：Thomas Thieme） 饰演 齐格蒙德
- 泰丰·巴德姆索 饰演 亚西姆
- 维尔纳·德恩 饰演 尤里
- 裴正南 饰演 董明洙保卫要员
- 白承益 饰演 保卫部要员1
- 朴志焕 饰演 保卫部要员2
- 白东炫 饰演 朝鲜要员1
- 帕斯夸莱·阿莱阿尔迪 饰演 达甘
- 赵河硕 饰演 朝鲜要员2
- 池建宇 饰演 朝鲜要员3
- 郭振硕 饰演 国情院伪装特工3
- 金瑞沅 饰演 国情院分析官1
- 秦建 饰演 国情院分析官2
- 郑炯浩 饰演 国情院分析官4
- 金雅蓝 饰演 国情院分析官5

### 特別演出
- 明桂南 飾演 董鐘孝
- 尹鍾彬 飾演 與鄭進秀一同監控軍火交易現場的國情院分析官

## 音樂
- 主題曲：申楚伊《BAD》

## 獎項榮譽
- 2013年：第49屆百想藝術大賞
  - 電影部門 男子最優秀演技獎（河正宇）
- 2013年：第22屆釜日電影獎
  - 最優秀導演獎（柳承完）
  - 音樂獎（曹英沃）
- 2013年：第50屆大鐘獎
  - 攝影獎（崔英焕）
  - 照明獎（金成宽）
- 2013年：第34屆青龍電影獎
  - 攝影獎（崔英焕）
  - 照明獎（金成宽）
- 2013年：第14届釜山电影评论家协会奖
  - 技术奖（郑斗洪）

## 外部連結
- 官方网站
- 官方网站（英文）
- NAVER上《柏林》的資料
- Daum上《柏林》的資料

- 韩国电影数据库（KMDb）上《柏林》的資料
- 互联网电影数据库（IMDb）上《柏林》的资料（英文）
- 豆瓣电影上《柏林》的資料 （简体中文）
- Box Office Mojo上《柏林》的資料（英文）
- 爛番茄上《柏林》的資料（英文）